# (13483) 1980 SF
(13483) 1980 SF est un astéroïde de la ceinture principale découvert en 1980.

## Description
(13483) 1980 SF a été découvert le 16 septembre 1980 à l'observatoire Kleť, en République tchèque, en Bohême-du-Sud, par Zdeňka Vávrová.

### Caractéristiques orbitales
L'orbite de cet astéroïde est caractérisée par un demi-grand axe de 2,37 UA, un périhélie de 1,86 UA, une excentricité de 0,21 et une inclinaison de 2,43° par rapport à l'écliptique. Du fait de ces caractéristiques, à savoir un demi-grand axe compris entre 2 et 3,2 UA et un périhélie supérieur à 1,666 UA, il est classé, selon la JPL Small-Body Database, comme objet de la ceinture principale.

### Caractéristiques physiques
(13483) 1980 SF a une magnitude absolue (H) de 14,8 et un albédo estimé à 0,133.